# Алексеевка (Роменский район)
Алексе́евка (укр. Олексі́ївка) — село,
Перекрестовский сельский совет,
Роменский район,
Сумская область,
Украина.
Код КОАТУУ — 5924187108. Население по переписи 2001 года составляло 275 человек .

## Географическое положение
Село Алексеевка находится на расстоянии в 0,5 км от сёл Перекрестовка и Маляровщина.
По селу протекает пересыхающий ручей с запрудами.
Рядом проходит автомобильная дорога Т-1913.